# Gwiazda Aszanti
Gwiazda Aszanti (ang. Ashanti Star) – gwiazda ustanowiona przez królową Wiktorię w roku 1896.

## Zasady nadawania
Gwiazda wydawana za udział wojsk brytyjskich w ekspedycji przeciwko królowi Aszanti (dzisiejsza Ghana) – Prempehowi I pomiędzy 7 grudnia 1895 i 17 stycznia 1896, dowodzonych przez generała F. S. Scotta, które rozgromiły siły króla Prempeha.
Nagradzano oficerów i żołnierzy armii brytyjskiej.
Wydano około 2000 gwiazd za kampanię, która zakończyła się zdobyciem Kumasi.

## Opis
Brązowa czteroramienna gwiazda połączona z krzyżem Świętego Jerzego.
Awers: imperialna korona wewnątrz tarczy, na której umieszczona jest inskrypcja Ashanti 1896
Rewers: inskrypcja FROM THE QUEEN